# Нови светски поредак
Нови светски поредак (лат. Novus Ordo Mundi; енгл. New World Order) јесте теорија завере која се односи на план моћне и тајанствене организације да успостави тоталитарну власт која ће владати светом. Најчешће се односи на илуминате и на ковање завере према коначној светској доминацији преко аутономне тоталитарне светске владе, која ће заменити сувереност држава и донети друкчију деобу власти у борби за светску власт.
У новом светском поретку, многи значајни догађаји су проузроковани од стране врло моћне организације. У овом случају, историјски и текући догађаји могу се још разумети као актуелна завера у владавини светом, која се остварује преко комбинације политике, финансија, социјалног инжењеринга, контроле ума и пропаганде културе страха.
Ово је теорија која је постала популарна након 1990. године. Према теоретичарима завера, ова организација је помогла, можда и изазвала да се догоде Први и Други светски рат, Вијетнамски рат, Напади 11. септембра 2001. и рат против тероризма.
Према теорији, она такође има одлучујући утицај на светску привреду и намерно узрокује инфлације и кризе; тајни агенти који раде за нови светски поредак налазе се на високим положајима у влади и индустрији. Такође, под својом контролом имају утицајне медије, који имају задатак да држе људе у незнању. Теоретичари такође сматрају да нови светски поредак исто тако има под контролом међународне и глобалне организације попут Европске уније, Уједињених нација, Светске банке, Међународног монетарног фонда и предложене Северноамеричке монетарне уније.
У теорији, ова организација завереника жели доћи до једне светске валуте и једне светске владе. Неки теоретичари завере тврде да људима желе усадити РФИД чипове у склопу контроле, или чак вештачки смањити људску популацију.
У неким теоријама такође се наводи да су у нови светски поредак укључена и друга тајна друштва, као што су масони.